# نيكولا ميلادينوفيتش
نيكولا ميلادينوفيتش (بالألمانية: Nikola Mladenovic)‏ هو لاعب كرة قدم ألماني في مركز الوسط، ولد في 16 يونيو 1992 في بلغراد في صربيا. لعب مع دارمشتات 98 وفالدهوف مانهايم.

## وصلات خارجية
- نيكولا ميلادينوفيتش على موقع قاعدة بيانات كرة القدم.إي يو (الإنجليزية)
- نيكولا ميلادينوفيتش على موقع بيانات كرة القدم. دي إي (الألمانية)
- نيكولا ميلادينوفيتش على موقع عالم كرة القدم.نت (الإنجليزية)